# Кухар Валерій Павлович
Вале́рій Па́влович Ку́хар (26 січня 1942, Київ — 28 березня 2017, Київ) — український науковець-хімік, доктор хімічних наук — 1974, професор, академік НАН України — відділ органічної хімії, 1985. Член ЦК КПУ в червні 1990 — серпні 1991 р. Член Політбюро ЦК КПУ в червні 1990 — серпні 1991 р. Член Центральної контрольної комісії КПРС у 1990—1991 роках.

## Життєпис
Народився 26 січня 1942 року у Києві.
Батько працював інженером, мати — лікаркою. 1963 року закінчив Дніпропетровський хіміко-технологічний інститут за спеціальністю інженер-технолог пластмас. Працював інженером-констуктором заводу «Мельмаш» міста Миколаєва, одночасно проходив аспірантуру при Інституті органічної хімії АН УРСР в лабораторії академіка Олександра Кірсанова.
1967 захистив кандидатську дисертацію «Фосфорилювання нітрилів двоосновних карбонових кислот»; 1973 — докторську «Альфа-хлоралкіламіни та їхні похідні».
В 1963—1975 роках працював в Інституті органічної хімії Академії наук УРСР. 1978—1988 — у відділенні хімії та хімічної технології Академії наук УРСР, в 1988—1993 — віце-президент НАН України. Член Українського хімічного товариства, Українського ядерного товариства. Член КПРС з 1969 року.
Протягом 1976—1996 років читав курс лекцій з хімії елементорганічних сполук й асиметричного синтезу в Київському університеті ім. Т. Г. Шевченка.
У 1978 році обраний членом-кореспондентом АН УРСР та академіком-секретарем відділення хімії та хімічної технології.
Член редколеґій журналів: «Український хімічний журнал», «Доповіді НАН України», інших. Головний редактор наукового журналу Президії НАН України «Доповіді Національної академії наук України» — в 1988—1993 роках.
1984 року при інституті створює та очолює відділення біоорганічної хімії — у 1987 реорганізовано в Інститут біоорганічної хімії АН УРСР, з 1989 — Інститут біоорганічної хімії та нафтохімії.
В 1988—1993 — голова Наукової ради з проблем біосфери НАН України, голова Національного комітету України з програми ЮНЕСКО «Людина та біосфера», голова Координаційного бюро з автоматизації, обчислювальної техніки та інформатики НАН України.
У 1996 році увійшов до складу Групи ядерної безпеки при Європейському банку реконструкції та розвитку, з 1998 — член міжнародної наглядової групи при Європейському банку реконструкції та розвитку з проблеми Чорнобильського об'єкту «Укриття».
В 1996—2000 — заступник голови Ради з питань науки та науково-технічної політики при Президентові України. В 1995—2000 — голова Комісії з питань ядерної політики та екологічної безпеки при Президенті України.
З 1996 по 2010 роки — президент Малої академії наук.
У 2004—2011 роках працював в складі наукової ради Організації із заборони хімічної зброї.
Протягом 1999—2001 років — член експертної ради НАТО з питань цивільних наукових й технологічних досліджень, що пов'язані із безпекою.
Починаючи 2006 роком входить до складу адміністративної ради Центру наукової культури імені Алессандро Вольта.

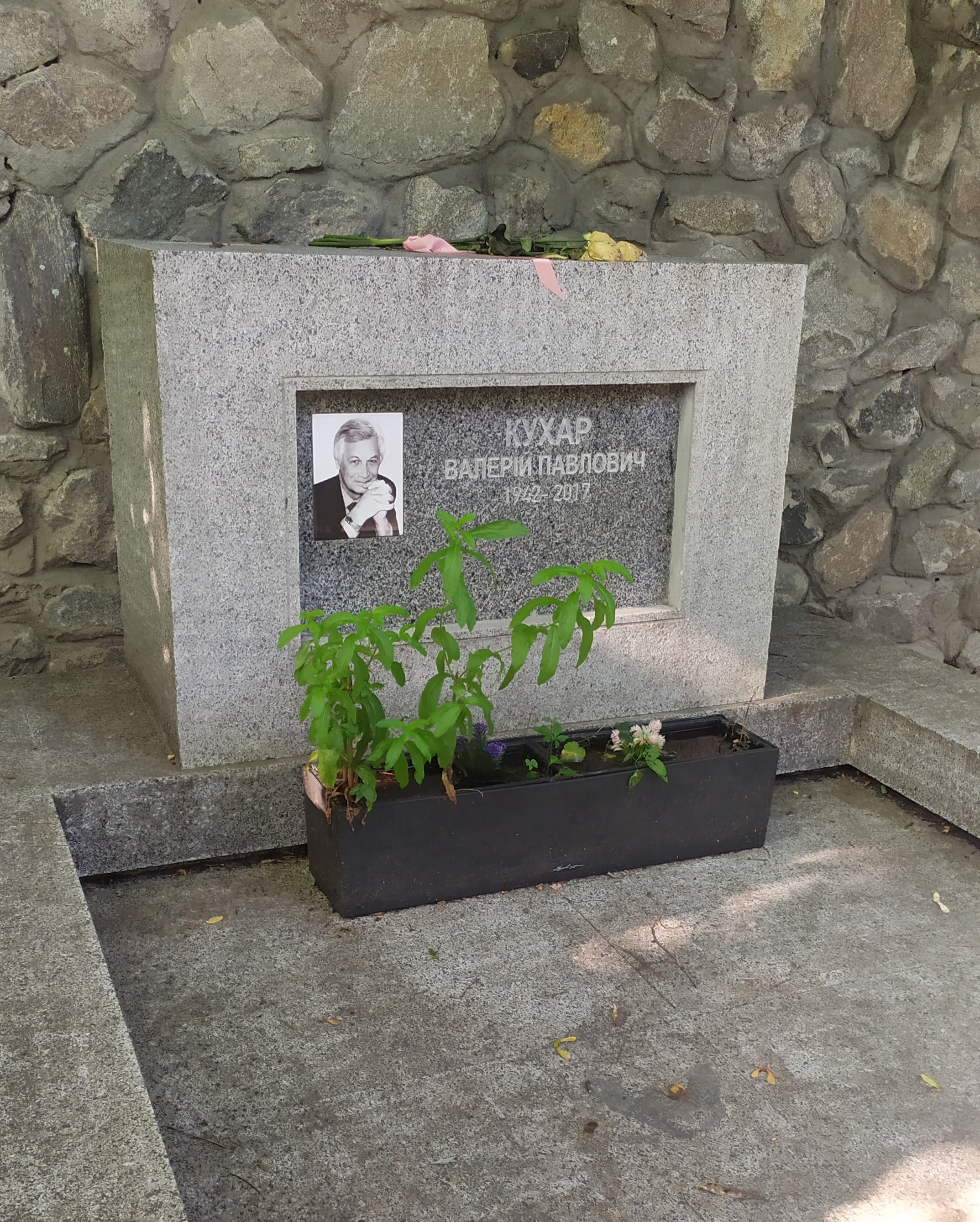
Могила Валерія Кухаря, Байкове кладовище

Автор більше 600 наукових праць, зокрема монографій. Розробив окремі напрями хімії фтор- і фосфорвмісних сполук, запропонував нові синтетичні підходи для отримання окремих класів органічних сполук. Досліджував процеси фторування та бромування «каркасних» бромоводнів — адамантану та гомокубану.
Як педагог підготував 2 докторів та 30 кандидатів наук. Ним зареєстровано понад 70 авторських свідоцтв на винаходи та патентів. Серед запатентованих робіт — «Спосіб одержання мазі теобону-дитіомікоциду», квітень 2014, в колективі авторів — Шкарапута Леонід Миколайович, Шевченко Людмила Анатоліївна, Тищенко Людмила Олександрівна.
З дружиною, Наталею Іванівною, виховали дочку та сина. Помер 28 березня 2017 року у Києві. Прощання та поховання відбулося 30 березня 2017 року на Байковому кладовищі (ділянка № 6, 50°25′5.90″ пн. ш. 30°30′38.20″ сх. д. / 50.4183056° пн. ш. 30.5106111° сх. д.).

## Вшанування пам'яті
У 2022 році на честь Валерія Кухаря була перейменована вулиця Мурманська у Деснянському районі Києва.

## Нагороди
1989 — лауреат премії ім. Кіпріанова НАН України, відзнаки UNEP «Ґлобал-500» — 1992, державної премії України в галузі науки і техніки — 1999, премії Сан-Валентино (Всесвітня федерація науковців) — 2000, 2002 — заслужений діяч науки і техніки України. Кавалер ордена «За заслуги» III ступеня — 1997 та II — 2006. Нагороджений Почесною грамотою КМ України — 2002.